# Liste des monuments historiques protégés en 2021
Cet article recense les immeubles protégés au titre des monuments historiques en 2021, en France,.

## Protections
En 2021, il y a 247 inscriptions et 36 classements
| Édifice                                                                                                   | Commune                                 | Département              | Région Collectivité                     | Protection | Autre protection                                 | Base Mérimée                                                                                             | Coordonnées                         | Image |  |
| --- | --------------------------------------- | ------------------------ | --------------------------------------- | ---------- | ------------------------------------------------ | --- | ----------------------------------- | ----- |  |
| Château des Chaînées                                                                                      | Chevregny                               | Aisne                    | Hauts-de-France                         | Inscrit    |                                                  | Notice no PA02000098                                                                                     | 49° 28′ 18″ nord, 3° 35′ 41″ est    |       |  |
| Église Notre-Dame-de-l'Assomption de Lavaqueresse                                                         | Lavaqueresse                            | Aisne                    | Hauts-de-France                         | Inscrit    | Inscrit (1927)                                   | Notice no PA00115778                                                                                     | 49° 56′ 58″ nord, 3° 42′ 48″ est    |       |  |
| Église Saint-Martin de Nampcelles-la-Cour                                                                 | Nampcelles-la-Cour                      | Aisne                    | Hauts-de-France                         | Inscrit    | Inscrit (1934)                                   | Notice no PA00115837                                                                                     | 49° 46′ 24″ nord, 4° 00′ 15″ est    |       |  |
| Ancien palais de justice                                                                                  | Vervins                                 | Aisne                    | Hauts-de-France                         | Inscrit    |                                                  | Notice no PA02000099                                                                                     | 49° 50′ 03″ nord, 3° 54′ 36″ est    |       |  |
| Pont Boutiron                                                                                             | Creuzier-le-Vieux                       | Allier                   | Auvergne-Rhône-Alpes                    | Inscrit    |                                                  | Notice no PA03000066                                                                                     | 46° 09′ 14″ nord, 3° 24′ 36″ est    |       |  |
| Château de la Presle                                                                                      | Coulandon                               | Allier                   | Auvergne-Rhône-Alpes                    | Inscrit    |                                                  | Notice no PA03000059                                                                                     | 46° 33′ 59″ nord, 3° 14′ 57″ est    |       |  |
| Maison La Synagogue                                                                                       | Hérisson                                | Allier                   | Auvergne-Rhône-Alpes                    | Inscrit    |                                                  | Notice no PA03000061                                                                                     | 46° 30′ 29″ nord, 2° 42′ 41″ est    |       |  |
| Château de La Motte-Mazerier                                                                              | Mazerier                                | Allier                   | Auvergne-Rhône-Alpes                    | Inscrit    |                                                  | Notice no PA03000062                                                                                     | 46° 07′ 20″ nord, 3° 11′ 09″ est    |       |  |
| Arche d'essai Freyssinet                                                                                  | Moulins                                 | Allier                   | Auvergne-Rhône-Alpes                    | Inscrit    |                                                  | Notice no PA03000064                                                                                     | 46° 33′ 21″ nord, 3° 20′ 06″ est    |       |  |
| Monument aux morts de Néris-les-Bains                                                                     | Néris-les-Bains                         | Allier                   | Auvergne-Rhône-Alpes                    | Classé     | Inscrit (2019)                                   | Notice no PA03000054                                                                                     | 46° 17′ 19″ nord, 2° 39′ 36″ est    |       |  |
| Château du Fresne                                                                                         | Neuilly-le-Réal                         | Allier                   | Auvergne-Rhône-Alpes                    | Inscrit    |                                                  | Notice no PA03000065                                                                                     | 46° 26′ 40″ nord, 3° 27′ 50″ est    |       |  |
| Château du Max                                                                                            | Le Theil                                | Allier                   | Auvergne-Rhône-Alpes                    | Inscrit    |                                                  | Notice no PA03000063                                                                                     | 46° 20′ 48″ nord, 3° 06′ 32″ est    |       |  |
| Château d'Avrilly                                                                                         | Trévol                                  | Allier                   | Auvergne-Rhône-Alpes                    | Classé     |                                                  | Notice no PA00093321                                                                                     | 46° 38′ 22″ nord, 3° 17′ 18″ est    |       |  |
| Château de Peufeilhoux                                                                                    | Vallon-en-Sully                         | Allier                   | Auvergne-Rhône-Alpes                    | Inscrit    |                                                  | Notice no PA03000060                                                                                     | 46° 33′ 06″ nord, 2° 37′ 19″ est    |       |  |
| Ouvrage du mont Chaberton                                                                                 | Montgenèvre                             | Hautes-Alpes             | Provence-Alpes-Côte d'Azur              | Inscrit    |                                                  | Notice no PA00104052                                                                                     | 44° 56′ 03″ nord, 6° 45′ 01″ est    |       |  |
| Chapelle Victoria                                                                                         | Grasse                                  | Alpes-Maritimes          | Auvergne-Rhône-Alpes                    | Inscrit    |                                                  | Notice no PA06000061                                                                                     | 43° 39′ 55″ nord, 6° 56′ 05″ est    |       |  |
| Ancien hôtel Impérial                                                                                     | Menton                                  | Alpes-Maritimes          | Provence-Alpes-Côte d'Azur              | Inscrit    |                                                  | Notice no PA06000062                                                                                     | 43° 46′ 11″ nord, 7° 29′ 24″ est    |       |  |
| Ancien Hôtel du Grand Palais                                                                              | Nice                                    | Alpes-Maritimes          | Provence-Alpes-Côte d'Azur              | Inscrit    |                                                  | Notice no PA06000063                                                                                     | 43° 42′ 21″ nord, 7° 16′ 20″ est    |       |  |
| Palais des Arts, musée Jules Chéret                                                                       | Nice                                    | Alpes-Maritimes          | Provence-Alpes-Côte d'Azur              | Inscrit    | Inscrit (1976)                                   | Notice no PA00080804                                                                                     | 43° 41′ 27″ nord, 7° 14′ 56″ est    |       |  |
| Ancien Majestic Palace Hotel                                                                              | Nice                                    | Alpes-Maritimes          | Provence-Alpes-Côte d'Azur              | Inscrit    |                                                  | Notice no PA06000064                                                                                     | 43° 42′ 21″ nord, 7° 16′ 15″ est    |       |  |
| Villa Il Paradiso                                                                                         | Nice                                    | Alpes-Maritimes          | Provence-Alpes-Côte d'Azur              | Inscrit    |                                                  | Notice no PA06000066                                                                                     | 43° 42′ 20″ nord, 7° 16′ 16″ est    |       |  |
| Ancien hôtel Winter Palace                                                                                | Nice                                    | Alpes-Maritimes          | Provence-Alpes-Côte d'Azur              | Inscrit    |                                                  | Notice no PA06000065                                                                                     | 43° 42′ 59″ nord, 7° 16′ 20″ est    |       |  |
| Site corbuséen du Cap Martin : guinguette l'Étoile de Mer et l'atelier ; les unités de camping            | Roquebrune-Cap-Martin                   | Alpes-Maritimes          | Provence-Alpes-Côte d'Azur              | Classé     | Classé (1996)                                    | Notice no PA00132719                                                                                     | 43° 45′ 22″ nord, 7° 27′ 48″ est    |       |  |
| Jardin botanique Les Cèdres : parc, jardins botaniques, chapelle Saint-François-de-Sales                  | Saint-Jean-Cap-Ferrat                   | Alpes-Maritimes          | Provence-Alpes-Côte d'Azur              | Inscrit    |                                                  | Notice no PA06000067                                                                                     | 43° 41′ 30″ nord, 7° 19′ 34″ est    |       |  |
| Tour des Martyrs                                                                                          | Annonay                                 | Ardèche                  | Auvergne-Rhône-Alpes                    | Inscrit    | Inscrit (1938)                                   | Notice no PA07000040                                                                                     | 45° 14′ 29″ nord, 4° 40′ 15″ est    |       |  |
| Maison Michel-Veyrenc                                                                                     | Aubenas                                 | Ardèche                  | Auvergne-Rhône-Alpes                    | Inscrit    | Inscrit (1938)                                   | Notice no PA00116636                                                                                     | 44° 37′ 16″ nord, 4° 23′ 21″ est    |       |  |
| Monument aux morts de Tournon-sur-Rhône                                                                   | Tournon-sur-Rhône                       | Ardèche                  | Auvergne-Rhône-Alpes                    | Classé     | Inscrit (2019)                                   | Notice no PA07000039                                                                                     | 45° 04′ 07″ nord, 4° 49′ 54″ est    |       |  |
| Ancienne école normale d'instituteurs                                                                     | Carcassonne                             | Aude                     | Occitanie                               | Inscrit    |                                                  | Notice no PA11000060                                                                                     | 43° 12′ 41″ nord, 2° 20′ 23″ est    |       |  |
| Château de Combret                                                                                        | Nauviale                                | Aveyron                  | Occitanie                               | Inscrit    |                                                  | Notice no PA12000078                                                                                     | 44° 30′ 30″ nord, 2° 26′ 01″ est    |       |  |
| Viaduc du Viaur                                                                                           | Tanus ; Tauriac-de-Naucelle             | Tarn ; Aveyron           | Occitanie                               | Classé     |                                                  | Notice no PA00095650                                                                                     | 44° 07′ 25″ nord, 2° 19′ 52″ est    |       |  |
| Église Saint-Augustin de Villefranche-de-Rouergue                                                         | Villefranche-de-Rouergue                | Aveyron                  | Occitanie                               | Inscrit    |                                                  | Notice no PA12000079                                                                                     | 44° 21′ 03″ nord, 2° 02′ 23″ est    |       |  |
| Château de Lenfant                                                                                        | Aix-en-Provence                         | Bouches-du-Rhône         | Provence-Alpes-Côte d'Azur              | Inscrit    |                                                  | Notice no PA00080989                                                                                     | 43° 28′ 43″ nord, 5° 23′ 29″ est    |       |  |
| Villa Valcormes                                                                                           | Marseille                               | Bouches-du-Rhône         | Provence-Alpes-Côte d'Azur              | Inscrit    |                                                  | Notice no PA13000098                                                                                     | 43° 23′ 10″ nord, 5° 21′ 59″ est    |       |  |
| Château d'If : parties non classées                                                                       | Marseille                               | Bouches-du-Rhône         | Provence-Alpes-Côte d'Azur              | Inscrit    | Classé (1926)                                    | Notice no PA00081333                                                                                     | 43° 16′ 47″ nord, 5° 19′ 31″ est    |       |  |
| Ensemble paroissial Saint-Martin-de-Castillon                                                             | Paradou                                 | Bouches-du-Rhône         | Provence-Alpes-Côte d'Azur              | Inscrit    |                                                  | Notice no PA13000099                                                                                     | 43° 43′ 15″ nord, 4° 47′ 11″ est    |       |  |
| Bergerie de La Favouillane                                                                                | Port-Saint-Louis-du-Rhône               | Bouches-du-Rhône         | Provence-Alpes-Côte d'Azur              | Inscrit    |                                                  | Notice no PA13000097                                                                                     | 43° 28′ 06″ nord, 4° 47′ 50″ est    |       |  |
| Hôtel Daumesnil                                                                                           | Caen                                    | Calvados                 | Normandie                               | Inscrit    | Inscrit (1927)                                   | Notice no PA00111145                                                                                     | 49° 10′ 38″ nord, 0° 21′ 50″ ouest  |       |  |
| Manoir de Boissey                                                                                         | Boissey                                 | Calvados                 | Normandie                               | Inscrit    |                                                  | Notice no PA14000113                                                                                     | 49° 01′ 07″ nord, 0° 02′ 22″ est    |       |  |
| Abbaye de Saint-Pierre-sur-Dives : bâtiments conventuels                                                  | Saint-Pierre-en-Auge                    | Calvados                 | Normandie                               | Inscrit    | Classé (1862, ,1904,1978, 2006)                  | Notice no PA00111713                                                                                     | 49° 00′ 59″ nord, 0° 01′ 58″ ouest  |       |  |
| Château de Vendeuvre                                                                                      | Vendeuvre                               | Calvados                 | Normandie                               | Inscrit    |                                                  | Notice no PA00111786                                                                                     | 48° 59′ 13″ nord, 0° 04′ 43″ ouest  |       |  |
| Château de Clavières                                                                                      | Polminhac                               | Cantal                   | Auvergne-Rhône-Alpes                    | Inscrit    |                                                  | Notice no PA15000060                                                                                     | 44° 56′ 45″ nord, 2° 35′ 23″ est    |       |  |
| Monument aux morts de Saint-Martin-Valmeroux                                                              | Saint-Martin-Valmeroux                  | Cantal                   | Auvergne-Rhône-Alpes                    | Classé     | Inscrit (2019)                                   | Notice no PA15000054                                                                                     | 45° 07′ 04″ nord, 2° 25′ 41″ est    |       |  |
| Moulin Haut Veillard (ou minoterie Baud)                                                                  | Bourg-Charente                          | Charente                 | Nouvelle-Aquitaine                      | Inscrit    |                                                  | Notice no PA16000065                                                                                     | 45° 39′ 57″ nord, 0° 12′ 43″ ouest  |       |  |
| Monument aux morts d'Esse                                                                                 | Esse                                    | Charente                 | Nouvelle-Aquitaine                      | Inscrit    |                                                  | Notice no PA16000066                                                                                     | 46° 01′ 56″ nord, 0° 43′ 16″ est    |       |  |
| Monument commémoratif à Paul Nozal                                                                        | Le Tâtre                                | Charente                 | Nouvelle-Aquitaine                      | Inscrit    |                                                  | Notice no PA16000064                                                                                     | 45° 23′ 37″ nord, 0° 10′ 47″ ouest  |       |  |
| Domaine de Panloy                                                                                         | Port-d'Envaux                           | Charente-Maritime        | Nouvelle-Aquitaine                      | Inscrit    | Inscrit (1988)                                   | Notice no PA00104852                                                                                     | 45° 50′ 19″ nord, 0° 41′ 12″ ouest  |       |  |
| Hôpital de la Marine : pavillon de l'école de médecine naval                                              | Rochefort                               | Charente-Maritime        | Nouvelle-Aquitaine                      | Inscrit    | Inscrit (1965, 2015)                             | Notice no PA00104867                                                                                     | 45° 56′ 35″ nord, 0° 57′ 49″ ouest  |       |  |
| Hôtel d'Amblimont                                                                                         | Port-d'Envaux                           | Charente-Maritime        | Nouvelle-Aquitaine                      | Inscrit    |                                                  | Notice no PA17000109                                                                                     | 45° 55′ 51″ nord, 0° 57′ 28″ ouest  |       |  |
| Colonne de la Liberté                                                                                     | Saintes                                 | Charente-Maritime        | Nouvelle-Aquitaine                      | Inscrit    |                                                  | Notice no PA17000110                                                                                     | 45° 44′ 34″ nord, 0° 38′ 08″ ouest  |       |  |
| Château de Châteauneuf-sur-Cher                                                                           | Châteauneuf-sur-Cher                    | Cher                     | Centre-Val de Loire                     | Inscrit    |                                                  | Notice no PA00096768                                                                                     | 46° 51′ 31″ nord, 2° 19′ 13″ est    |       |  |
| Maison de maître de la Charnaye                                                                           | Le Châtelet                             | Cher                     | Centre-Val de Loire                     | Inscrit    |                                                  | Notice no PA18000068                                                                                     | 46° 39′ 06″ nord, 2° 16′ 02″ est    |       |  |
| Château de Seilhac                                                                                        | Seilhac                                 | Corrèze                  | Nouvelle-Aquitaine                      | Inscrit    | Inscrit (1991)                                   | Notice no PA00099974                                                                                     | 45° 21′ 58″ nord, 1° 42′ 41″ est    |       |  |
| Monument torréen de Foce                                                                                  | Argiusta-Moriccio                       | Corse-du-Sud             | Corse                                   | Classé     | Inscrit (2020)                                   | Notice no PA2A000044                                                                                     | 41° 49′ 46″ nord, 9° 01′ 23″ est    |       |  |
| Tombeau Quilici situé dans le cimetière marin                                                             | Bonifacio                               | Corse-du-Sud             | Corse                                   | Inscrit    |                                                  | Notice no PA2A000045                                                                                     | 41° 23′ 11″ nord, 9° 09′ 02″ est    |       |  |
| Site castral de Baricci                                                                                   | Foce                                    | Corse-du-Sud             | Corse                                   | Classé     | Inscrit (2019)                                   | Notice no PA2A000021                                                                                     | 41° 36′ 10″ nord, 9° 00′ 36″ est    |       |  |
| Site archéologique de Tappa                                                                               | Porto-Vecchio ; Sotta                   | Corse-du-Sud             | Corse                                   | Classé     | Inscrit (2019)                                   | Notice no PA2A000022                                                                                     | 41° 33′ 03″ nord, 9° 13′ 51″ est    |       |  |
| Tombeau Benedetti                                                                                         | Bastia                                  | Haute-Corse              | Corse                                   | Inscrit    |                                                  | Notice no PA2B000045                                                                                     | 42° 41′ 12″ nord, 9° 26′ 42″ est    |       |  |
| Domaine du château de Magny-lès-Aubigny                                                                   | Aubigny-en-Plaine ; Magny-lès-Aubigny   | Côte-d'Or                | Bourgogne-Franche-Comté                 | Inscrit    | Inscrit (1976)                                   | Notice no PA00112518                                                                                     | 47° 06′ 41″ nord, 5° 10′ 29″ est    |       |  |
| Grande Forge de Buffon : parties non-classées                                                             | Buffon                                  | Côte-d'Or                | Bourgogne-Franche-Comté                 | Inscrit    | Classé (1943,1983)                               | Notice no PA00112164                                                                                     | 47° 38′ 59″ nord, 4° 15′ 39″ est    |       |  |
| Domaine castral du château                                                                                | Bussy-la-Pesle                          | Côte-d'Or                | Bourgogne-Franche-Comté                 | Inscrit    |                                                  | Notice no PA21000106                                                                                     | 47° 21′ 56″ nord, 4° 42′ 19″ est    |       |  |
| Pont des Romains                                                                                          | Étrochey ; Montliot-et-Courcelles ; Vix | Côte-d'Or                | Bourgogne-Franche-Comté                 | Inscrit    |                                                  | Notice no PA21000107                                                                                     | 47° 53′ 37″ nord, 4° 31′ 49″ est    |       |  |
| Ancienne propriété Daubenton et les jardins potagers de Buffon                                            | Montbard                                | Côte-d'Or                | Bourgogne-Franche-Comté                 | Inscrit    |                                                  | Notice no PA21000104                                                                                     | 47° 37′ 28″ nord, 4° 20′ 07″ est    |       |  |
| Église Saint-Martin de Montigny-sur-Armançon                                                              | Montigny-sur-Armançon                   | Côte-d'Or                | Bourgogne-Franche-Comté                 | Inscrit    |                                                  | Notice no PA21000108                                                                                     | 47° 25′ 56″ nord, 4° 22′ 26″ est    |       |  |
| Tour de Saussy et son système d'adduction d'eau                                                           | Saussy ; Vernot                         | Côte-d'Or                | Bourgogne-Franche-Comté                 | Inscrit    |                                                  | Notice no PA21000105                                                                                     | 47° 28′ 07″ nord, 4° 57′ 37″ est    |       |  |
| Ancien hôtel situé 21, rue Notre-Dame                                                                     | Guingamp                                | Côtes-d'Armor            | Bretagne                                | Inscrit    |                                                  | Notice no PA00089188                                                                                     | 48° 33′ 41″ nord, 3° 09′ 00″ ouest  |       |  |
| Église Notre-Dame-des-Fontaines (d)                                                                       | Pontrieux                               | Côtes-d'Armor            | Bretagne                                | Inscrit    |                                                  | Notice no PA22000065                                                                                     | 48° 41′ 49″ N, 3° 09′ 34″ O         |       |  |
| Château de Quintin                                                                                        | Quintin                                 | Côtes-d'Armor            | Bretagne                                | Inscrit    |                                                  | Notice no PA00089554                                                                                     | 48° 24′ 11″ nord, 2° 54′ 31″ ouest  |       |  |
| Église Saint-Thélo de Saint-Thélo                                                                         | Saint-Thélo                             | Côtes-d'Armor            | Bretagne                                | Inscrit    |                                                  | Notice no PA22000066                                                                                     | 48° 13′ 44″ nord, 2° 51′ 17″ ouest  |       |  |
| Maison « Rocaille »                                                                                       | Guéret                                  | Creuse                   | Nouvelle-Aquitaine                      | Inscrit    |                                                  | Notice no PA23000030                                                                                     | 46° 10′ 24″ nord, 1° 52′ 42″ est    |       |  |
| Théâtre à l'italienne de Guéret                                                                           | Guéret                                  | Creuse                   | Nouvelle-Aquitaine                      | Inscrit    |                                                  | Notice no PA23000029                                                                                     | 46° 10′ 13″ nord, 1° 52′ 13″ est    |       |  |
| Abbaye Saint-Pierre de Brantôme                                                                           | Brantôme en Périgord                    | Dordogne                 | Nouvelle-Aquitaine                      | Inscrit    | Classé (1840,1891,1912,1957) Inscrit (1931,1957) | Notice no PA00082403                                                                                     | 45° 21′ 52″ N, 0° 38′ 49″ E         |       |  |
| Forge Neuve                                                                                               | Javerlhac-et-la-Chapelle-Saint-Robert   | Dordogne                 | Nouvelle-Aquitaine                      | Inscrit    | Inscrit (1976)                                   | Notice no PA00082589                                                                                     | 45° 34′ 30″ nord, 0° 32′ 59″ est    |       |  |
| Château de l'Herm                                                                                         | Rouffignac-Saint-Cernin-de-Reilhac      | Dordogne                 | Nouvelle-Aquitaine                      | Inscrit    |                                                  | Notice no PA00082786                                                                                     | 45° 04′ 41″ nord, 0° 57′ 32″ est    |       |  |
| Ferme de Villebasse                                                                                       | Grand'Combe-des-Bois                    | Doubs                    | Bourgogne-Franche-Comté                 | Inscrit    |                                                  | Notice no PA25000091                                                                                     | 47° 07′ 48″ nord, 6° 46′ 36″ est    |       |  |
| Aqueduc d'Arcier                                                                                          | Besançon ; Chalèze ; Montfaucon ; Vaire | Doubs                    | Bourgogne-Franche-Comté                 | Inscrit    |                                                  | Notice no PA25000093                                                                                     | 47° 14′ 41″ nord, 6° 04′ 08″ est    |       |  |
| Église Saint-Michel des Bréseux                                                                           | Les Bréseux                             | Doubs                    | Bourgogne-Franche-Comté                 | Inscrit    |                                                  | Notice no PA25000092                                                                                     | 47° 16′ 12″ nord, 6° 48′ 27″ est    |       |  |
| Chapelle Notre-Dame-des-Aubagnans                                                                         | Rochegude                               | Drôme                    | Auvergne-Rhône-Alpes                    | Inscrit    |                                                  | Notice no PA00117022                                                                                     | 44° 15′ 43″ nord, 4° 49′ 25″ est    |       |  |
| Domaine de la Croix Richard                                                                               | Le Mesnil-Jourdain                      | Eure                     | Normandie                               | Inscrit    |                                                  | Notice no PA27000092                                                                                     | 49° 10′ 51″ nord, 1° 06′ 48″ est    |       |  |
| Domaine du Troncq : le grand parc, conciergerie, pavillon d'entrée, chenil                                | Le Troncq                               | Eure                     | Normandie                               | Inscrit    | Inscrit (1997); Classé (1999)                    | Notice no PA27000023                                                                                     | 49° 11′ 27″ nord, 0° 54′ 42″ est    |       |  |
| Église Saint-Pierre de Guainville                                                                         | Guainville                              | Eure-et-Loir             | Centre-Val de Loire                     | Inscrit    |                                                  | Notice no PA28000050                                                                                     | 48° 54′ 56″ nord, 1° 29′ 31″ est    |       |  |
| Maison en pan de bois, située 3 place de l'église de Blévy                                                | Maillebois                              | Eure-et-Loir             | Centre-Val de Loire                     | Inscrit    |                                                  | Notice no PA28000051                                                                                     | 48° 38′ 19″ nord, 1° 10′ 52″ est    |       |  |
| Église Saint-Pierre d'Ormoy                                                                               | Ormoy                                   | Eure-et-Loir             | Centre-Val de Loire                     | Inscrit    |                                                  | Notice no PA28000052                                                                                     | 48° 37′ 11″ nord, 1° 28′ 25″ est    |       |  |
| Église Saint-Pierre de Thimert                                                                            | Thimert-Gâtelles                        | Eure-et-Loir             | Centre-Val de Loire                     | Classé     | Inscrit (1932)                                   | Notice no PA00097222                                                                                     | 48° 34′ 07″ nord, 1° 15′ 09″ est    |       |  |
| Église Saint-André de Frétigny                                                                            | Saintigny                               | Eure-et-Loir             | Centre-Val de Loire                     | Classé     | Inscrit (1929)                                   | Notice no PA00097116                                                                                     | 48° 22′ 23″ nord, 0° 58′ 11″ est    |       |  |
| Église Saint-Gilles d'Elliant                                                                             | Elliant                                 | Finistère                | Bretagne                                | Inscrit    |                                                  | Notice no PA00089918                                                                                     | 47° 59′ 43″ nord, 3° 53′ 28″ ouest  |       |  |
| Église Saint-Hervé de Lanhouarneau                                                                        | Lanhouarneau                            | Finistère                | Bretagne                                | Inscrit    |                                                  | Notice no PA00090054                                                                                     | 48° 34′ 47″ nord, 4° 12′ 37″ ouest  |       |  |
| Maison Kerautem, dite manoir de Lesenor                                                                   | Locquénolé                              | Finistère                | Bretagne                                | Classé     | Inscrit (1995)                                   | Notice no PA00135266                                                                                     | 48° 37′ 10″ nord, 3° 51′ 31″ ouest  |       |  |
| Maison Quéré                                                                                              | Ploumoguer                              | Finistère                | Bretagne                                | Classé     | Inscrit (1996)                                   | Notice no PA29000008                                                                                     | 48° 23′ 07″ nord, 4° 45′ 48″ ouest  |       |  |
| Église Notre-Dame-la-Neuve de Laudun-l'Ardoise                                                            | Laudun-l'Ardoise                        | Gard                     | Occitanie                               | Inscrit    |                                                  | Notice no PA30000139                                                                                     | 44° 06′ 18″ nord, 4° 39′ 29″ est    |       |  |
| Chapelle Saint-Martin-de-Ribéris                                                                          | Montfaucon                              | Gard                     | Occitanie                               | Inscrit    |                                                  | Notice no PA30000140                                                                                     | 44° 04′ 50″ nord, 4° 44′ 15″ est    |       |  |
| Villa Montval                                                                                             | Saint-Gaudens                           | Haute-Garonne            | Occitanie                               | Inscrit    |                                                  | Notice no PA31000124                                                                                     | 43° 06′ 39″ nord, 0° 44′ 36″ est    |       |  |
| Musée Georges-Labit                                                                                       | Toulouse                                | Haute-Garonne            | Occitanie                               | Inscrit    |                                                  | Notice no PA31000123                                                                                     | 43° 35′ 28″ nord, 1° 27′ 30″ est    |       |  |
| Chapelle et la cour Sainte-Anne                                                                           | Toulouse                                | Haute-Garonne            | Occitanie                               | Inscrit    |                                                  | Notice no PA31000122                                                                                     | 43° 35′ 57″ nord, 1° 27′ 02″ est    |       |  |
| L'ensemble du Capitole                                                                                    | Toulouse                                | Haute-Garonne            | Occitanie                               | Inscrit    | Classé (1840, 1911, 1995)                        | Notice no PA00094497                                                                                     | 43° 36′ 02″ nord, 1° 26′ 38″ est    |       |  |
| Garage moderne                                                                                            | Bordeaux                                | Gironde                  | Nouvelle-Aquitaine                      | Inscrit    |                                                  | Notice no PA33000238                                                                                     | 44° 51′ 55″ nord, 0° 33′ 03″ ouest  |       |  |
| Hôtel Dufau-Lamothe                                                                                       | Bordeaux                                | Gironde                  | Nouvelle-Aquitaine                      | Inscrit    |                                                  | Notice no PA33000235                                                                                     | 44° 50′ 38″ nord, 0° 34′ 58″ ouest  |       |  |
| Ancien grand Séminaire                                                                                    | Bordeaux                                | Gironde                  | Nouvelle-Aquitaine                      | Inscrit    |                                                  | Notice no PA33000236                                                                                     | 44° 49′ 53″ nord, 0° 33′ 54″ ouest  |       |  |
| Chapelle Saint-Jacques de l'ancien Hôpital-prieuré                                                        | Bordeaux                                | Gironde                  | Nouvelle-Aquitaine                      | Inscrit    |                                                  | Notice no PA33000234                                                                                     | 44° 50′ 04″ nord, 0° 34′ 16″ ouest  |       |  |
| Hôpital Saint-André                                                                                       | Bordeaux                                | Gironde                  | Nouvelle-Aquitaine                      | Inscrit    |                                                  | Notice no PA33000240                                                                                     | 44° 50′ 05″ nord, 0° 34′ 42″ ouest  |       |  |
| Église Saint-Étienne de Branne                                                                            | Branne                                  | Gironde                  | Nouvelle-Aquitaine                      | Inscrit    |                                                  | Notice no PA33000239                                                                                     | 44° 49′ 46″ nord, 0° 11′ 08″ ouest  |       |  |
| Cimetière des oubliés                                                                                     | Cadillac                                | Gironde                  | Nouvelle-Aquitaine                      | Inscrit    | Inscrit (2010)                                   | Notice no PA33000132                                                                                     | 44° 37′ 49″ nord, 0° 18′ 45″ ouest  |       |  |
| Castel de Floirac                                                                                         | Floirac                                 | Gironde                  | Nouvelle-Aquitaine                      | Inscrit    |                                                  | Notice no PA33000237                                                                                     | 44° 49′ 51″ nord, 0° 31′ 29″ ouest  |       |  |
| Abbaye Saint-Pierre de Vertheuil                                                                          | Vertheuil                               | Gironde                  | Nouvelle-Aquitaine                      | Inscrit    |                                                  | Notice no PA00083859                                                                                     | 45° 15′ 02″ nord, 0° 50′ 03″ ouest  |       |  |
| Hôtel d'Audessan ou de la Vieille Intendance                                                              | Montpellier                             | Hérault                  | Occitanie                               | Inscrit    |                                                  | Notice no PA34000133                                                                                     | 43° 36′ 43″ nord, 3° 52′ 33″ est    |       |  |
| Enclos Saint-François de la Pierre-Rouge                                                                  | Montpellier                             | Hérault                  | Occitanie                               | Inscrit    | Inscrit (1999)                                   | Notice no PA34000021                                                                                     | 43° 37′ 13″ nord, 3° 52′ 56″ est    |       |  |
| Palais Consulaire                                                                                         | Sète                                    | Hérault                  | Occitanie                               | Inscrit    |                                                  | Notice no PA34000132                                                                                     | 43° 24′ 23″ nord, 3° 41′ 50″ est    |       |  |
| Ancien parc du château de Châteauneuf-d'Ille-et-Vilaine                                                   | Châteauneuf-d'Ille-et-Vilaine           | Ille-et-Vilaine          | Bretagne                                | Inscrit    |                                                  | Notice no PA00090527                                                                                     | 48° 33′ 45″ nord, 1° 55′ 45″ ouest  |       |  |
| Hôtel de Cuillé : parties non classées                                                                    | Rennes                                  | Ille-et-Vilaine          | Bretagne                                | Inscrit    | Classé (1973) ; Inscrit (1973)                   | Notice no PA34000133                                                                                     | 48° 06′ 33″ nord, 1° 40′ 31″ ouest  |       |  |
| Malouinière de la Motte-Jean                                                                              | Saint-Coulomb ; Cancale                 | Ille-et-Vilaine          | Bretagne                                | Inscrit    |                                                  | Notice no PA00090773                                                                                     | 48° 40′ 24″ nord, 1° 53′ 10″ ouest  |       |  |
| Maisons, 27 et 29 rue Bourg-aux-Moines                                                                    | Vitré                                   | Ille-et-Vilaine          | Bretagne                                | Inscrit    |                                                  | Notice no PA35000090                                                                                     | 48° 07′ 11″ nord, 1° 13′ 02″ ouest  |       |  |
| Monastère Saint-Nicolas de Vitré                                                                          | Vitré                                   | Ille-et-Vilaine          | Bretagne                                | Inscrit    |                                                  | Notice no PA00090902                                                                                     | 48° 07′ 36″ nord, 1° 13′ 04″ ouest  |       |  |
| Monument aux morts départemental de la guerre de 1914-1918                                                | Châteauroux                             | Indre                    | Centre-Val de Loire                     | Inscrit    |                                                  | Notice no PA36000052                                                                                     | 46° 48′ 43″ nord, 1° 41′ 13″ est    |       |  |
| Monument aux morts de la guerre 1914-1918                                                                 | Châtillon-sur-Indre                     | Indre                    | Centre-Val de Loire                     | Inscrit    |                                                  | Notice no PA36000051                                                                                     | 46° 59′ 09″ nord, 1° 10′ 27″ est    |       |  |
| Château du Breuil-Yvain                                                                                   | Orsennes                                | Indre                    | Centre-Val de Loire                     | Inscrit    |                                                  | Notice no PA00097414                                                                                     | 46° 29′ 05″ nord, 1° 42′ 11″ est    |       |  |
| Vestiges de l'abbaye Saint-Paul : à l'exception des bâtiments déjà classés                                | Cormery                                 | Indre-et-Loire           | Centre-Val de Loire                     | Inscrit    | Inscrit (1933) ; Classé (1908, 1921, 1930)       | Notice no PA00097710                                                                                     | 47° 15′ 55″ nord, 0° 50′ 12″ est    |       |  |
| Le gisement paléolithique de la Roche-Cotard                                                              | Langeais                                | Indre-et-Loire           | Centre-Val de Loire                     | Classé     |                                                  | Notice no PA37000038                                                                                     | 47° 19′ 59″ nord, 0° 25′ 51″ est    |       |  |
| Tour de Violans : pavillon Falconnier                                                                     | Chasse-sur-Rhône                        | Isère                    | Auvergne-Rhône-Alpes                    | Inscrit    |                                                  | Notice no PA38000043                                                                                     | 45° 34′ 23″ nord, 4° 49′ 18″ est    |       |  |
| L'ancien hôtel de Lesdiguières (hors aile Gavin)                                                          | Grenoble                                | Isère                    | Auvergne-Rhône-Alpes                    | Inscrit    |                                                  | Notice no PA38000042                                                                                     | 45° 11′ 20″ nord, 5° 43′ 38″ est    |       |  |
| Église Saint-Jean-Baptiste de Mayres                                                                      | Mayres-Savel                            | Isère                    | Auvergne-Rhône-Alpes                    | Inscrit    |                                                  | Notice no PA00117213                                                                                     | 44° 52′ 28″ nord, 5° 43′ 20″ est    |       |  |
| Clos de Saint-Barthélemy                                                                                  | Saint-Barthélémy                        | Isère                    | Auvergne-Rhône-Alpes                    | Inscrit    |                                                  | Notice no PA38000041                                                                                     | 45° 20′ 31″ nord, 5° 04′ 01″ est    |       |  |
| Moulin du Haut                                                                                            | Villevieux                              | Jura                     | Bourgogne-Franche-Comté                 | Inscrit    |                                                  | Notice no PA39000132                                                                                     | 46° 44′ 06″ nord, 5° 27′ 57″ est    |       |  |
| Domaine de Larradé                                                                                        | Bénesse-lès-Dax                         | Landes                   | Nouvelle-Aquitaine                      | Inscrit    |                                                  | Notice no PA40000096                                                                                     | 43° 37′ 56″ nord, 1° 03′ 13″ ouest  |       |  |
| Hôtel de Toulouzette                                                                                      | Saint-Sever                             | Landes                   | Nouvelle-Aquitaine                      | Inscrit    | Inscrit (1970)                                   | Notice no PA00084014                                                                                     | 43° 45′ 34″ N, 0° 34′ 29″ O         |       |  |
| Halle aux grains de Bracieux                                                                              | Bracieux                                | Loir-et-Cher             | Centre-Val de Loire                     | Inscrit    |                                                  | Notice no PA41000077                                                                                     | 47° 32′ 54″ nord, 1° 32′ 29″ est    |       |  |
| Monument aux morts de la guerre 1914-1918                                                                 | Trôo                                    | Loir-et-Cher             | Centre-Val de Loire                     | Inscrit    |                                                  | Notice no PA41000076                                                                                     | 47° 46′ 38″ nord, 0° 47′ 34″ est    |       |  |
| Ruines du château : les vestiges non classés                                                              | Vendôme                                 | Loir-et-Cher             | Centre-Val de Loire                     | Inscrit    | Classé (1840)                                    | Notice no PA00098636                                                                                     | 47° 47′ 08″ nord, 1° 03′ 57″ est    |       |  |
| Église Saint-Jean-Baptiste de Chalmazel                                                                   | Chalmazel-Jeansagnière                  | Loire                    | Auvergne-Rhône-Alpes                    | Inscrit    |                                                  | Notice no PA42000053                                                                                     | 45° 42′ 13″ nord, 3° 51′ 03″ est    |       |  |
| Monument aux morts de Montbrison                                                                          | Montbrison                              | Loire                    | Auvergne-Rhône-Alpes                    | Classé     |                                                  | Notice no PA42000049                                                                                     | 45° 36′ 30″ nord, 4° 03′ 38″ est    |       |  |
| Monument aux morts de Saint-Étienne                                                                       | Saint-Étienne                           | Loire                    | Auvergne-Rhône-Alpes                    | Classé     |                                                  | Notice no PA42000051                                                                                     | 45° 26′ 22″ nord, 4° 23′ 46″ est    |       |  |
| Monument aux morts de Saint-Martin-d'Estréaux                                                             | Saint-Martin-d'Estréaux                 | Loire                    | Auvergne-Rhône-Alpes                    | Classé     |                                                  | Notice no PA00117650                                                                                     | 46° 12′ 19″ nord, 3° 47′ 58″ est    |       |  |
| Maison-forte Brassolard                                                                                   | Saint-Nizier-de-Fornas                  | Loire                    | Auvergne-Rhône-Alpes                    | Inscrit    |                                                  | Notice no PA42000054                                                                                     | 45° 25′ 06″ nord, 4° 03′ 33″ est    |       |  |
| Château de Durianne                                                                                       | Le Monteil                              | Haute-Loire              | Auvergne-Rhône-Alpes                    | Inscrit    |                                                  | Notice no PA43000066                                                                                     | 45° 04′ 24″ nord, 3° 54′ 20″ est    |       |  |
| Hôtel Grateloup                                                                                           | Le Puy-en-Velay                         | Haute-Loire              | Auvergne-Rhône-Alpes                    | Inscrit    |                                                  | Notice no PA43000067                                                                                     | 45° 02′ 44″ nord, 3° 53′ 08″ est    |       |  |
| Hôtel de Kersalio : l'escalier rampe-sur-rampe intérieur                                                  | Le Croisic                              | Loire-Atlantique         | Pays de la Loire                        | Inscrit    |                                                  | Notice no PA44000069                                                                                     | 47° 17′ 39″ nord, 2° 30′ 39″ ouest  |       |  |
| Château de Derval : l'ensemble des vestiges                                                               | Derval                                  | Loire-Atlantique         | Pays de la Loire                        | Inscrit    | Inscrit (1925)                                   | Notice no PA00108610                                                                                     | 47° 40′ 55″ nord, 1° 39′ 31″ ouest  |       |  |
| Château de Bois Chevalier                                                                                 | Legé                                    | Loire-Atlantique         | Pays de la Loire                        | Inscrit    |                                                  | Notice no PA00108633                                                                                     | 46° 54′ 43″ nord, 1° 34′ 15″ ouest  |       |  |
| Immeubles de l'îlot Séguier                                                                               | Figeac                                  | Lot                      | Occitanie                               | Inscrit    |                                                  | Notice no PA46000077                                                                                     | 44° 36′ 35″ nord, 2° 02′ 00″ est    |       |  |
| Église Saint-Pierre de Prouilhac                                                                          | Gourdon                                 | Lot                      | Occitanie                               | Inscrit    |                                                  | Notice no PA46000078                                                                                     | 44° 46′ 06″ nord, 1° 24′ 31″ est    |       |  |
| Les hôtels de Vergès et de Monluc (à l'exception de la façade déjà classée)                               | Agen                                    | Lot-et-Garonne           | Nouvelle-Aquitaine                      | Inscrit    | Classé (1941)                                    | Notice no PA00084044                                                                                     | 44° 12′ 13″ nord, 0° 36′ 58″ est    |       |  |
| Temple réformé                                                                                            | Clairac (Lot-et-Garonne)                | Lot-et-Garonne           | Nouvelle-Aquitaine                      | Inscrit    |                                                  | Notice no PA47000105                                                                                     | 44° 21′ 41″ nord, 0° 22′ 44″ est    |       |  |
| Parc des sports Henri Cavallier                                                                           | Fumel                                   | Lot-et-Garonne           | Nouvelle-Aquitaine                      | Inscrit    |                                                  | Notice no PA47000107                                                                                     | 44° 29′ 09″ nord, 0° 56′ 49″ est    |       |  |
| Temple protestant de Nérac                                                                                | Nérac                                   | Lot-et-Garonne           | Nouvelle-Aquitaine                      | Inscrit    |                                                  | Notice no PA47000106                                                                                     | 44° 07′ 47″ nord, 0° 20′ 14″ est    |       |  |
| Église Saint-Simon de Saint-Pé-Saint-Simon                                                                | Saint-Pé-Saint-Simon                    | Lot-et-Garonne           | Nouvelle-Aquitaine                      | Inscrit    | Inscrit (1951)                                   | Notice no PA00084239                                                                                     | 43° 59′ 13″ nord, 0° 05′ 57″ est    |       |  |
| Château de Saint-Denis                                                                                    | Sauveterre-Saint-Denis                  | Lot-et-Garonne           | Nouvelle-Aquitaine                      | Inscrit    |                                                  | Notice no PA47000108                                                                                     | 44° 09′ 06″ nord, 0° 42′ 57″ est    |       |  |
| Maison de la Mansarde ou maison de Nogaret                                                                | La Canourgue                            | Lozère                   | Occitanie                               | Inscrit    |                                                  | Notice no PA48000028                                                                                     | 44° 26′ 01″ nord, 3° 12′ 53″ est    |       |  |
| Église Saint-Préjet-des-Vignes (d)                                                                        | Massegros-Causses-Gorges                | Lozère                   | Occitanie                               | Inscrit    |                                                  | Notice no PA48000027                                                                                     | 44° 16′ 53″ nord, 3° 13′ 55″ est    |       |  |
| Église Saint-Jacques de Chemiré-sur-Sarthe                                                                | Morannes-sur-Sarthe                     | Maine-et-Loire           | Pays de la Loire                        | Inscrit    |                                                  | Notice no PA00109043                                                                                     | 47° 45′ 06″ nord, 0° 25′ 52″ ouest  |       |  |
| Domaine de Chantore : parc, château, communs et ferme                                                     | Bacilly                                 | Manche                   | Normandie                               | Inscrit    |                                                  | Notice no PA50000094                                                                                     | 48° 43′ 12″ nord, 1° 26′ 24″ ouest  |       |  |
| Rade de Cherbourg : fort de Chavagnac                                                                     | Cherbourg-en-Cotentin                   | Manche                   | Normandie                               | Inscrit    |                                                  | Notice no PA50000096                                                                                     | 49° 40′ 02″ nord, 1° 39′ 53″ ouest  |       |  |
| Rade de Cherbourg : fort de Querqueville                                                                  | Cherbourg-en-Cotentin                   | Manche                   | Normandie                               | Inscrit    |                                                  | Notice no PA50000095                                                                                     | 49° 40′ 06″ nord, 1° 39′ 15″ ouest  |       |  |
| Rade de Cherbourg : fort des Flamands et la digue de Collignon (île Pelée)                                | Cherbourg-en-Cotentin                   | Manche                   | Normandie                               | Inscrit    |                                                  | Notice no PA50000097 Notice no PA50000098 Notice no PA50000099                                           | 49° 38′ 54″ nord, 1° 34′ 02″ ouest  |       |  |
| Rade de Cherbourg : Digue du Large, fort Central, fort de l'Ouest, fort de l'Est et digue de Querqueville | Cherbourg-en-Cotentin                   | Manche                   | Normandie                               | Inscrit    |                                                  | Notice no PA50000100 Notice no PA50000101 Notice no PA50000102 Notice no PA50000103 Notice no PA50000104 | 49° 40′ 13″ nord, 1° 37′ 09″ ouest  |       |  |
| Ancienne commanderie d'Hospitaliers de Saint-Jean-de-Jérusalem                                            | Villedieu-les-Poêles-Rouffigny          | Manche                   | Normandie                               | Inscrit    |                                                  | Notice no PA50000093                                                                                     | 48° 50′ 17″ nord, 1° 13′ 28″ ouest  |       |  |
| Chapelle Saint-Maurice de Beaumont-en-Verdunois                                                           | Beaumont-en-Verdunois                   | Meuse                    | Grand Est                               | Inscrit    |                                                  | Notice no PA55000052                                                                                     | 49° 15′ 31″ nord, 5° 24′ 26″ est    |       |  |
| Chapelle Saint-Gilles de Bezonvaux                                                                        | Bezonvaux                               | Meuse                    | Grand Est                               | Inscrit    |                                                  | Notice no PA55000053                                                                                     | 49° 14′ 12″ nord, 5° 28′ 04″ est    |       |  |
| Chapelle Saint-Rémi de Cumières-le-Mort-Homme                                                             | Cumières-le-Mort-Homme                  | Meuse                    | Grand Est                               | Inscrit    |                                                  | Notice no PA55000054                                                                                     | 49° 13′ 53″ nord, 5° 16′ 51″ est    |       |  |
| Chapelle Saint-Hilaire de Douaumont                                                                       | Douaumont-Vaux                          | Meuse                    | Grand Est                               | Inscrit    |                                                  | Notice no PA55000055                                                                                     | 49° 13′ 12″ nord, 5° 25′ 53″ est    |       |  |
| Chapelle Saint-Jacques-et-Saint-Philippe ainsi que la Tour de l'Horloge                                   | Douaumont-Vaux                          | Meuse                    | Grand Est                               | Inscrit    |                                                  | Notice no PA55000056                                                                                     | 49° 12′ 37″ nord, 5° 28′ 14″ est    |       |  |
| Chapelle Notre-Dame-de-l'Europe                                                                           | Fleury-devant-Douaumont                 | Meuse                    | Grand Est                               | Inscrit    |                                                  | Notice no PA55000057                                                                                     | 49° 11′ 52″ nord, 5° 25′ 40″ est    |       |  |
| Chapelle Saint-Nicolas de Haumont-près-Samogneux                                                          | Haumont-près-Samogneux                  | Meuse                    | Grand Est                               | Inscrit    |                                                  | Notice no PA55000058                                                                                     | 49° 16′ 21″ nord, 5° 21′ 06″ est    |       |  |
| Chapelle Saint-Pierre-ès-Liens de Louvemont-Côte-du-Poivre                                                | Louvemont-Côte-du-Poivre                | Meuse                    | Grand Est                               | Inscrit    |                                                  | Notice no PA55000059                                                                                     | 49° 14′ 17″ nord, 5° 23′ 54″ est    |       |  |
| Chapelle Saint-Michel et la fontaine du Souvenir                                                          | Ornes                                   | Meuse                    | Grand Est                               | Inscrit    |                                                  | Notice no PA55000060                                                                                     | 49° 15′ 07″ nord, 5° 28′ 11″ est    |       |  |
| Maison Le Bras                                                                                            | Baden                                   | Morbihan                 | Bretagne                                | Inscrit    |                                                  | Notice no PA56000094                                                                                     | 47° 37′ 38″ nord, 2° 54′ 24″ ouest  |       |  |
| Chapelle Saint-Samson de Neulliac                                                                         | Neulliac                                | Morbihan                 | Bretagne                                | Inscrit    |                                                  | Notice no IA00009927                                                                                     | 48° 09′ 37″ nord, 2° 59′ 40″ ouest  |       |  |
| Nécropole mérovingienne d'Audun-le-Tiche                                                                  | Audun-le-Tiche                          | Moselle                  | Grand Est                               | Classé     |                                                  | Notice no PA57000038                                                                                     | 49° 28′ 03″ nord, 5° 57′ 00″ est    |       |  |
| Bâtiment de casernement de la caserne Desvallières                                                        | Metz                                    | Moselle                  | Grand Est                               | Inscrit    |                                                  | Notice no PA57000048                                                                                     | 49° 07′ 56″ nord, 6° 09′ 05″ est    |       |  |
| Maison Berweiller                                                                                         | Sierck-les-Bains                        | Moselle                  | Grand Est                               | Inscrit    |                                                  | Notice no PA57000047                                                                                     | 49° 26′ 28″ nord, 6° 21′ 26″ est    |       |  |
| Église Saint-Sulpice d'Authiou                                                                            | Authiou                                 | Nièvre                   | Bourgogne-Franche-Comté                 | Inscrit    | Inscrit (1995)                                   | Notice no PA00135227                                                                                     | 47° 16′ 18″ nord, 3° 25′ 00″ est    |       |  |
| Château de Dumphlun                                                                                       | Billy-Chevannes                         | Nièvre                   | Bourgogne-Franche-Comté                 | Inscrit    |                                                  | Notice no PA00112808                                                                                     | 46° 59′ 59″ nord, 3° 27′ 24″ est    |       |  |
| Vieux château de Cosne et ancienne prison                                                                 | Cosne-Cours-sur-Loire                   | Nièvre                   | Bourgogne-Franche-Comté                 | Inscrit    |                                                  | Notice no PA58000052                                                                                     | 47° 24′ 38″ nord, 2° 55′ 26″ est    |       |  |
| Baraque de logement d'urgence                                                                             | Dun-les-Places                          | Nièvre                   | Bourgogne-Franche-Comté                 | Inscrit    |                                                  | Notice no PA58000051                                                                                     | 47° 17′ 06″ nord, 4° 01′ 01″ est    |       |  |
| Moulin-atelier Mégrot                                                                                     | Saint-Père                              | Nièvre                   | Bourgogne-Franche-Comté                 | Inscrit    |                                                  | Notice no PA58000053                                                                                     | 47° 23′ 51″ nord, 2° 57′ 10″ est    |       |  |
| Hôtel de ville d'Avesnes-sur-Helpe                                                                        | Avesnes-sur-Helpe                       | Nord                     | Hauts-de-France                         | Inscrit    | Classé (1930)                                    | Notice no PA00107354                                                                                     | 50° 07′ 19″ nord, 3° 55′ 53″ est    |       |  |
| Ancien forum antique                                                                                      | Bavay                                   | Nord                     | Hauts-de-France                         | Classé     | Classé (1909, 1914, 1862) ; Inscrit (1949, 1992) | Notice no PA00107362                                                                                     | 50° 17′ 46″ nord, 3° 47′ 29″ est    |       |  |
| Keighley Hall                                                                                             | Poix-du-Nord                            | Nord                     | Hauts-de-France                         | Inscrit    |                                                  | Notice no PA59000209                                                                                     | 50° 11′ 17″ nord, 3° 36′ 38″ est    |       |  |
| Monument aux morts de Poix-du-Nord                                                                        | Poix-du-Nord                            | Nord                     | Hauts-de-France                         | Inscrit    |                                                  | Notice no PA59000210                                                                                     | 50° 11′ 25″ nord, 3° 36′ 33″ est    |       |  |
| Église Notre-Dame-de-l'Assomption du Quesnoy                                                              | Le Quesnoy                              | Nord                     | Hauts-de-France                         | Inscrit    |                                                  | Notice no PA59000211                                                                                     | 50° 14′ 49″ nord, 3° 38′ 17″ est    |       |  |
| Maison du collectionneur                                                                                  | Tourcoing                               | Nord                     | Hauts-de-France                         | Inscrit    |                                                  | Notice no PA59000212                                                                                     | 50° 43′ 23″ nord, 3° 09′ 41″ est    |       |  |
| Ancien collège Jean Fernel                                                                                | Clermont                                | Oise                     | Hauts-de-France                         | Inscrit    |                                                  | Notice no PA60000102                                                                                     | 49° 23′ 02″ nord, 2° 24′ 37″ est    |       |  |
| Ancienne église anglicane Saint-Andrew de Compiègne                                                       | Compiègne                               | Oise                     | Hauts-de-France                         | Inscrit    |                                                  | Notice no PA60000103                                                                                     | 49° 24′ 52″ nord, 2° 50′ 03″ est    |       |  |
| Le domaine du château du Fayel                                                                            | Le Fayel, Chevrières                    | Oise                     | Hauts-de-France                         | Inscrit    | Inscrit (1947, 1980)                             | Notice no PA00114683                                                                                     | 49° 22′ 12″ nord, 2° 41′ 49″ est    |       |  |
| Hôtel particulier au 16, rue Bellon                                                                       | Senlis                                  | Oise                     | Hauts-de-France                         | Inscrit    |                                                  | Notice no PA60000104                                                                                     | 49° 12′ 19″ nord, 2° 35′ 19″ est    |       |  |
| Chapelle Notre-Dame de Méguillaume ou église Saint-Sébastien-de-Méguillaume                               | Putanges-le-Lac                         | Orne                     | Normandie                               | Inscrit    |                                                  | Notice no PA61000063                                                                                     | 48° 46′ 21″ nord, 0° 19′ 45″ ouest  |       |  |
| Église Sainte-Germaine de Calais                                                                          | Calais                                  | Pas-de-Calais            | Hauts-de-France                         | Inscrit    |                                                  | Notice no PA62000164                                                                                     | 50° 56′ 42″ nord, 1° 53′ 14″ est    |       |  |
| Auditorium de la place Saint-Jean                                                                         | Saint-Omer                              | Pas-de-Calais            | Hauts-de-France                         | Inscrit    |                                                  | Notice no PA62000165                                                                                     | 50° 45′ 01″ nord, 2° 15′ 39″ est    |       |  |
| Église de Rivière-l'Évêque                                                                                | Ardes                                   | Puy-de-Dôme              | Auvergne-Rhône-Alpes                    | Inscrit    |                                                  | Notice no PA63000138                                                                                     | 45° 24′ 54″ nord, 3° 09′ 45″ est    |       |  |
| Domaine de la Borie                                                                                       | Boudes                                  | Puy-de-Dôme              | Auvergne-Rhône-Alpes                    | Inscrit    |                                                  | Notice no PA63000136                                                                                     | 45° 26′ 42″ nord, 3° 10′ 36″ est    |       |  |
| Grand Hôtel et Majestic Palace                                                                            | Chamalières                             | Puy-de-Dôme              | Auvergne-Rhône-Alpes                    | Inscrit    |                                                  | Notice no PA63000137                                                                                     | 45° 46′ 02″ nord, 3° 03′ 34″ est    |       |  |
| Hôtel de Bourgogne                                                                                        | Clermont-Ferrand                        | Puy-de-Dôme              | Auvergne-Rhône-Alpes                    | Inscrit    |                                                  | Notice no PA63000135                                                                                     | 45° 46′ 47″ nord, 3° 05′ 52″ est    |       |  |
| Monument aux morts du cimetière des Carmes de Clermont-Ferrand                                            | Clermont-Ferrand                        | Puy-de-Dôme              | Auvergne-Rhône-Alpes                    | Classé     | Inscrit (2019)                                   | Notice no PA63000125                                                                                     | 45° 47′ 15″ nord, 3° 05′ 47″ est    |       |  |
| Monument aux morts de Clermont-Ferrand                                                                    | Clermont-Ferrand                        | Puy-de-Dôme              | Auvergne-Rhône-Alpes                    | Classé     | Inscrit (2019)                                   | Notice no PA63000124                                                                                     | 45° 46′ 46″ nord, 3° 05′ 33″ est    |       |  |
| Hôtel Nevreze                                                                                             | Thiers                                  | Puy-de-Dôme              | Auvergne-Rhône-Alpes                    | Inscrit    |                                                  | Notice no PA63000139                                                                                     | 45° 51′ 21″ nord, 3° 32′ 50″ est    |       |  |
| Château de Montaner                                                                                       | Montaner                                | Pyrénées-Atlantiques     | Nouvelle-Aquitaine                      | Inscrit    | Classé (1980)                                    | Notice no PA00084451                                                                                     | 43° 20′ 57″ nord, 0° 00′ 45″ ouest  |       |  |
| Église Saint-Martin de Pau                                                                                | Pau                                     | Pyrénées-Atlantiques     | Nouvelle-Aquitaine                      | Classé     | Classé (2015)                                    | Notice no PA64000107                                                                                     | 43° 17′ 41″ nord, 0° 22′ 23″ ouest  |       |  |
| Église Saint-Martin de Maure (d)                                                                          | Maure                                   | Pyrénées-Atlantiques     | Nouvelle-Aquitaine                      | Inscrit    |                                                  | Notice no PA64000115                                                                                     | 43° 22′ 59″ N, 0° 04′ 21″ O         |       |  |
| Villa « Sugulna »                                                                                         | Saint-Pierre-d'Irube                    | Pyrénées-Atlantiques     | Nouvelle-Aquitaine                      | Inscrit    |                                                  | Notice no PA64000116                                                                                     | 43° 28′ 31″ nord, 1° 27′ 25″ ouest  |       |  |
| Église Sainte-Marie du Boulou                                                                             | Le Boulou                               | Pyrénées-Orientales      | Occitanie                               | Inscrit    |                                                  | Notice no PA00103970                                                                                     | 42° 31′ 27″ nord, 2° 50′ 05″ est    |       |  |
| Ensemble des remparts de la citadelle de Mont-Louis                                                       | Mont-Louis                              | Pyrénées-Orientales      | Occitanie                               | Classé     | Classé (1922)                                    | Notice no PA00104052                                                                                     | 42° 30′ 28″ nord, 2° 07′ 20″ est    |       |  |
| Site archéologique Saint-Étienne d'Orle                                                                   | Perpignan                               | Pyrénées-Orientales      | Occitanie                               | Inscrit    |                                                  | Notice no PA66000060                                                                                     | 42° 40′ 42″ nord, 2° 51′ 06″ est    |       |  |
| Église Saint-Blaise-Saint-Roch                                                                            | Bagnols                                 | Rhône                    | Auvergne-Rhône-Alpes                    | Inscrit    | Inscrit (1978)                                   | Notice no PA00117717                                                                                     | 45° 54′ 51″ nord, 4° 36′ 27″ est    |       |  |
| Manoir d'Épeisse                                                                                          | Cogny                                   | Rhône                    | Auvergne-Rhône-Alpes                    | Inscrit    |                                                  | Notice no PA00118103                                                                                     | 45° 59′ 20″ nord, 4° 37′ 26″ est    |       |  |
| Château de Beaulieu                                                                                       | Morancé                                 | Rhône                    | Auvergne-Rhône-Alpes                    | Inscrit    |                                                  | Notice no PA69000075                                                                                     | 45° 53′ 24″ nord, 4° 41′ 46″ est    |       |  |
| Aqueduc de Gier, section du Pont du Merdanson                                                             | Orliénas                                | Rhône                    | Auvergne-Rhône-Alpes                    | Inscrit    |                                                  | Notice no PA69000077                                                                                     | 45° 39′ 51″ nord, 4° 41′ 44″ est    |       |  |
| Marché couvert de Villefranche                                                                            | Villefranche-sur-Saône                  | Rhône                    | Auvergne-Rhône-Alpes                    | Inscrit    |                                                  | Notice no PA69000076                                                                                     | 45° 59′ 21″ nord, 4° 42′ 52″ est    |       |  |
| Villa Vermorel et son parc                                                                                | Villefranche-sur-Saône                  | Rhône                    | Auvergne-Rhône-Alpes                    | Classé     | Inscrit (2016)                                   | Notice no PA69000055                                                                                     | 45° 58′ 56″ nord, 4° 42′ 40″ est    |       |  |
| Église Saint-Maurice de Couzon-au-Mont-d'Or                                                               | Couzon-au-Mont-d'Or                     | Rhône                    | Auvergne-Rhône-Alpes                    | Inscrit    |                                                  | Notice no PA00117752                                                                                     | 45° 54′ 51″ nord, 4° 36′ 27″ est    |       |  |
| Cheminée de l'ancienne verrerie BSN-VMC                                                                   | Givors                                  | Métropole de Lyon        | Auvergne-Rhône-Alpes                    | Inscrit    |                                                  | Notice no PA69000078                                                                                     | 45° 35′ 01″ nord, 4° 45′ 58″ est    |       |  |
| Calvaire de l'église Saint-Irénée de Lyon ou calvaire de Lyon                                             | Lyon 5e                                 | Métropole de Lyon        | Auvergne-Rhône-Alpes                    | Inscrit    | Classé (1862, église)                            | Notice no PA00117798                                                                                     | 45° 45′ 18″ nord, 4° 48′ 51″ est    |       |  |
| Monument aux morts italiens de Lyon                                                                       | Lyon                                    | Métropole de Lyon        | Auvergne-Rhône-Alpes                    | Classé     | Inscrit (2019)                                   | Notice no PA69000068                                                                                     | 45° 44′ 07″ nord, 4° 51′ 15″ est    |       |  |
| Château d'Ouge                                                                                            | Ouge                                    | Haute-Saône              | Bourgogne-Franche-Comté                 | Inscrit    |                                                  | Notice no PA00102237                                                                                     | 47° 47′ 48″ nord, 5° 42′ 18″ est    |       |  |
| Monument des Pétremand de Valay                                                                           | Valay                                   | Haute-Saône              | Bourgogne-Franche-Comté                 | Inscrit    |                                                  | Notice no PA70000122                                                                                     | 47° 20′ 18″ nord, 5° 38′ 14″ est    |       |  |
| Lycée Bonaparte : grille de clôture de la cour d'honneur                                                  | Autun                                   | Saône-et-Loire           | Bourgogne-Franche-Comté                 | Inscrit    |                                                  | Notice no PA00113150                                                                                     | 46° 56′ 58″ nord, 4° 17′ 50″ est    |       |  |
| Château de Varennes                                                                                       | Charette-Varennes                       | Saône-et-Loire           | Bourgogne-Franche-Comté                 | Inscrit    |                                                  | Notice no PA71000095                                                                                     | 46° 55′ 13″ nord, 5° 10′ 44″ est    |       |  |
| Moulin de Clémencey                                                                                       | Frangy-en-Bresse                        | Saône-et-Loire           | Bourgogne-Franche-Comté                 | Inscrit    |                                                  | Notice no PA71000096                                                                                     | 46° 43′ 16″ nord, 5° 16′ 47″ est    |       |  |
| Château de Courtanvaux                                                                                    | Bessé-sur-Braye                         | Sarthe                   | Pays de la Loire                        | Inscrit    |                                                  | Notice no PA00109687                                                                                     | 47° 50′ 39″ nord, 0° 44′ 08″ est    |       |  |
| Château de Courtilloles                                                                                   | Villeneuve-en-Perseigne                 | Sarthe                   | Pays de la Loire                        | Inscrit    |                                                  | Notice no PA00109959                                                                                     | 48° 22′ 53″ nord, 0° 09′ 06″ est    |       |  |
| Chapelle Notre-Dame-de-l'Épine de Teloché                                                                 | Teloché                                 | Sarthe                   | Pays de la Loire                        | Inscrit    |                                                  | Notice no PA72000062                                                                                     | 47° 53′ 23″ nord, 0° 17′ 08″ est    |       |  |
| Hôtel Bernascon                                                                                           | Aix-les-Bains                           | Savoie                   | Auvergne-Rhône-Alpes                    | Inscrit    |                                                  | Notice no PA00118167                                                                                     | 45° 41′ 04″ nord, 5° 54′ 59″ est    |       |  |
| Ancien couvent des Cordeliers                                                                             | La Chambre                              | Savoie                   | Auvergne-Rhône-Alpes                    | Inscrit    |                                                  | Notice no PA73000033                                                                                     | 45° 21′ 42″ nord, 6° 17′ 55″ est    |       |  |
| Église Notre-Dame-de-la-Paix d'Étrembières                                                                | Étrembières                             | Haute-Savoie             | Auvergne-Rhône-Alpes                    | Inscrit    |                                                  | Notice no PA74000040                                                                                     | 46° 10′ 42″ nord, 6° 13′ 36″ est    |       |  |
| Monument à la République                                                                                  | Paris 3e ; Paris 10e ; Paris 11e        | Paris                    | Île-de-France                           | Inscrit    |                                                  | Notice no PA75030005                                                                                     | 48° 51′ 50″ nord, 2° 21′ 49″ est    |       |  |
| Hôtel de Brancas                                                                                          | Paris 6e                                | Paris                    | Île-de-France                           | Classé     |                                                  | Notice no PA00088526                                                                                     | 48° 51′ 03″ nord, 2° 20′ 13″ est    |       |  |
| Hôtel de Chaulnes                                                                                         | Paris 4e                                | Paris                    | Île-de-France                           | Inscrit    | Classé et inscrit (1954)                         | Notice no PA00086282                                                                                     | 48° 51′ 20″ nord, 2° 21′ 51″ est    |       |  |
| Hôtel du 22 rue Geoffroy-l'Asnier                                                                         | Paris 4e                                | Paris                    | Île-de-France                           | Classé     | Inscrit (1928, 2020)                             | Notice no PA00086345                                                                                     | 48° 51′ 17″ nord, 2° 21′ 24″ est    |       |  |
| Hôtel Scipion                                                                                             | Paris 5e                                | Paris                    | Île-de-France                           | Inscrit    | Classé (1899) ; Inscrit (1969)                   | Notice no PA00088437                                                                                     | 48° 50′ 06″ nord, 2° 21′ 11″ est    |       |  |
| Immeuble du 23, rue de l'Arcade                                                                           | Paris 8e                                | Paris                    | Île-de-France                           | Inscrit    |                                                  | Notice no PA75080012                                                                                     | 48° 52′ 21″ nord, 2° 19′ 25″ est    |       |  |
| Ancien hôtel Dosne-Thiers, actuelle bibliothèque Thiers                                                   | Paris 9e                                | Paris                    | Île-de-France                           | Inscrit    |                                                  | Notice no PA75090009                                                                                     | 48° 52′ 43″ nord, 2° 20′ 15″ est    |       |  |
| Hôtel néogothique, situé 1, avenue Frochot                                                                | Paris 9e                                | Paris                    | Île-de-France                           | Inscrit    |                                                  | Notice no PA75090010                                                                                     | 48° 52′ 52″ nord, 2° 20′ 18″ est    |       |  |
| Immeuble de Mallet-Stevens, situé 7, rue Méchain                                                          | Paris 14e                               | Paris                    | Île-de-France                           | Classé     |                                                  | Notice no PA00086624                                                                                     | 48° 50′ 08″ nord, 2° 20′ 26″ est    |       |  |
| Usine des cafés Patin                                                                                     | Paris 17e                               | Paris                    | Île-de-France                           | Inscrit    |                                                  | Notice no PA75170009                                                                                     | 48° 52′ 55″ nord, 2° 18′ 58″ est    |       |  |
| Statue de Notre-Dame de France                                                                            | Ancretiéville-Saint-Victor              | Seine-Maritime           | Normandie                               | Inscrit    |                                                  | Notice no PA76000112                                                                                     | 49° 39′ 29″ nord, 0° 58′ 41″ est    |       |  |
| Abbaye Saint-Martin d'Auchy                                                                               | Aumale                                  | Seine-Maritime           | Normandie                               | Inscrit    | Inscrit (2010)                                   | Notice no PA76000089                                                                                     | 49° 46′ 33″ nord, 1° 45′ 06″ est    |       |  |
| Statue équestre de Napoléon                                                                               | Rouen                                   | Seine-Maritime           | Normandie                               | Inscrit    |                                                  | Notice no PA76000111                                                                                     | 49° 26′ 36″ N, 1° 05′ 56″ E         |       |  |
| Ancien collège des Oratoriens                                                                             | Juilly (Seine-et-Marne)                 | Seine-et-Marne           | Île-de-France                           | Inscrit    |                                                  | Notice no PA77000038                                                                                     | 49° 00′ 40″ nord, 2° 42′ 22″ est    |       |  |
| Ancienne chocolaterie Menier                                                                              | Noisiel                                 | Seine-et-Marne           | Île-de-France                           | Inscrit    | Classé (1986) ; Inscrit (1986)                   | Notice no PA00087175                                                                                     | 48° 51′ 14″ nord, 2° 37′ 23″ est    |       |  |
| Église Saint-Jean-Baptiste de Saint-Thibault-des-Vignes                                                   | Saint-Thibault-des-Vignes               | Seine-et-Marne           | Île-de-France                           | Inscrit    | Inscrit (1974) ; Classé (1974)                   | Notice no PA00087276                                                                                     | 48° 52′ 07″ nord, 2° 41′ 20″ est    |       |  |
| Maison de Fer                                                                                             | Dampierre-en-Yvelines                   | Yvelines                 | Île-de-France                           | Inscrit    |                                                  | Notice no PA78000488                                                                                     | 48° 42′ 10″ nord, 1° 58′ 56″ est    |       |  |
| Église Sainte-Madeleine de Davron                                                                         | Davron                                  | Yvelines                 | Île-de-France                           | Inscrit    | Inscrit (1926)                                   | Notice no PA00087422                                                                                     | 48° 51′ 58″ nord, 1° 56′ 35″ est    |       |  |
| Église Notre-Dame-de-l'Assomption de Guernes                                                              | Guernes                                 | Yvelines                 | Île-de-France                           | Inscrit    |                                                  | Notice no PA78000487                                                                                     | 49° 00′ 35″ nord, 1° 38′ 11″ est    |       |  |
| Château de Pontchartrain                                                                                  | Jouars-Pontchartrain                    | Yvelines                 | Île-de-France                           | Inscrit    |                                                  | Notice no PA00087462                                                                                     | 48° 47′ 56″ nord, 1° 53′ 42″ est    |       |  |
| Maison de Marta Pan et d'André Wogenscky                                                                  | Saint-Rémy-lès-Chevreuse                | Yvelines                 | Île-de-France                           | Inscrit    |                                                  | Notice no PA78000006                                                                                     | 48° 42′ 25″ nord, 2° 03′ 40″ est    |       |  |
| Halles d'Airvault                                                                                         | Airvault                                | Deux-Sèvres              | Nouvelle-Aquitaine                      | Inscrit    |                                                  | Notice no PA79000049                                                                                     | 46° 49′ 35″ nord, 0° 08′ 19″ ouest  |       |  |
| Vestiges archéologiques du village de Vaux                                                                | Mauléon (Deux-Sèvres)                   | Deux-Sèvres              | Nouvelle-Aquitaine                      | Inscrit    | Classé (1982)                                    | Notice no PA00101261                                                                                     | 46° 55′ 14″ nord, 0° 45′ 24″ ouest  |       |  |
| Carmel d'Abbeville                                                                                        | Abbeville                               | Somme                    | Hauts-de-France                         | Inscrit    |                                                  | Notice no PA80000121                                                                                     | 50° 06′ 20″ nord, 1° 49′ 58″ est    |       |  |
| Chapelle Notre-Dame-de-l'Annonciation de Montflières                                                      | Bellancourt                             | Somme                    | Hauts-de-France                         | Inscrit    |                                                  | Notice no PA80000118                                                                                     | 50° 05′ 14″ nord, 1° 54′ 38″ est    |       |  |
| Domaine du château de Buigny-Saint-Maclou                                                                 | Buigny-Saint-Maclou                     | Somme                    | Hauts-de-France                         | Inscrit    |                                                  | Notice no PA00116279                                                                                     | 50° 09′ 21″ nord, 1° 48′ 40″ est    |       |  |
| Église Saint-Médard de Domart-en-Ponthieu                                                                 | Domart-en-Ponthieu                      | Somme                    | Hauts-de-France                         | Inscrit    | Classé (1926)                                    | Notice no PA00116132                                                                                     | 50° 04′ 18″ nord, 2° 07′ 34″ est    |       |  |
| Ancienne sucrerie Saint-Louis Sucre                                                                       | Eppeville                               | Somme                    | Hauts-de-France                         | Inscrit    |                                                  | Notice no PA80000119                                                                                     | 49° 44′ 23″ nord, 3° 03′ 26″ est    |       |  |
| Ancienne filature Cosserat                                                                                | Saleux                                  | Somme                    | Hauts-de-France                         | Inscrit    |                                                  | Notice no PA80000120                                                                                     | 49° 51′ 21″ nord, 2° 14′ 21″ est    |       |  |
| Tour de Palmata                                                                                           | Gaillac                                 | Tarn                     | Occitanie                               | Inscrit    |                                                  | Notice no PA00095564                                                                                     | 43° 53′ 53″ nord, 1° 53′ 48″ est    |       |  |
| Grotte de Bruniquel                                                                                       | Bruniquel                               | Tarn-et-Garonne          | Occitanie                               | Classé     | Inscrit (2019)                                   | Notice no PA82000042                                                                                     | 44° 02′ 43″ nord, 1° 41′ 48″ est    |       |  |
| Église Saint-Nicolas de Saint-Nicolas-de-la-Grave                                                         | Saint-Nicolas-de-la-Grave               | Tarn-et-Garonne          | Occitanie                               | Inscrit    |                                                  | Notice no PA82000049                                                                                     | 44° 03′ 51″ nord, 1° 01′ 22″ est    |       |  |
| Château de Fourcaran                                                                                      | Savenès                                 | Tarn-et-Garonne          | Occitanie                               | Inscrit    |                                                  | Notice no PA82000048                                                                                     | 43° 49′ 50″ nord, 1° 12′ 07″ est    |       |  |
| Vestiges archéologiques du vivier romain                                                                  | Fréjus                                  | Var                      | Provence-Alpes-Côte d'Azur              | Classé     | Inscrit (2019)                                   | Notice no PA83000044                                                                                     | 43° 26′ 01″ nord, 6° 44′ 26″ est    |       |  |
| Maison Issaurat                                                                                           | Salernes                                | Var                      | Provence-Alpes-Côte d'Azur              | Inscrit    |                                                  | Notice no PA83000052                                                                                     | 43° 08′ 22″ nord, 5° 57′ 29″ est    |       |  |
| Fort Faron                                                                                                | Toulon                                  | Var                      | Provence-Alpes-Côte d'Azur              | Inscrit    |                                                  | Notice no PA83000051                                                                                     | 43° 08′ 22″ nord, 5° 57′ 29″ est    |       |  |
| Château des Barrenques                                                                                    | Lamotte-du-Rhône                        | Vaucluse                 | Provence-Alpes-Côte d'Azur              | Inscrit    |                                                  | Notice no PA84000083                                                                                     | 44° 17′ 08″ nord, 4° 40′ 23″ est    |       |  |
| Ancien Hôtel-Die à l'exception des parties classées                                                       | L'Isle-sur-la-Sorgue                    | Vaucluse                 | Provence-Alpes-Côte d'Azur              | Inscrit    | Classé (1969) ; Inscrit (1969)                   | Notice no PA00082050                                                                                     | 43° 55′ 12″ nord, 5° 02′ 57″ est    |       |  |
| Maison natale de Georges Clemenceau                                                                       | Mouilleron-Saint-Germain                | Vendée                   | Pays de la Loire                        | Inscrit    |                                                  | Notice no PA85000057                                                                                     | 46° 40′ 36″ nord, 0° 51′ 02″ ouest  |       |  |
| Maison natale du maréchal de Lattre-de-Tassigny                                                           | Mouilleron-Saint-Germain                | Vendée                   | Pays de la Loire                        | Inscrit    |                                                  | Notice no PA85000058                                                                                     | 46° 40′ 31″ nord, 0° 50′ 58″ ouest  |       |  |
| Fuie de Saint-Sornin                                                                                      | Saint-Vincent-sur-Graon                 | Vendée                   | Pays de la Loire                        | Inscrit    |                                                  | Notice no PA85000059                                                                                     | 46° 28′ 37″ nord, 1° 22′ 19″ ouest  |       |  |
| Villa Saint-Roch                                                                                          | Ambazac                                 | Haute-Vienne             | Nouvelle-Aquitaine                      | Inscrit    |                                                  | Notice no PA87000054                                                                                     | 45° 57′ 15″ nord, 1° 24′ 39″ est    |       |  |
| Grange fortifiée                                                                                          | Marval                                  | Haute-Vienne             | Nouvelle-Aquitaine                      | Inscrit    |                                                  | Notice no PA87000055                                                                                     | 45° 37′ 39″ nord, 0° 47′ 54″ est    |       |  |
| Usine Claude-et-Duval                                                                                     | Saint-Dié-des-Vosges                    | Vosges                   | Grand Est                               | Classé     | Classé (1988)                                    | Notice no PA00107281                                                                                     | 48° 17′ 13″ nord, 6° 57′ 01″ est    |       |  |
| Clocher de l’église Saint-Pierre de Sainte-Vertu                                                          | Sainte-Vertu                            | Yonne                    | Bourgogne-Franche-Comté                 | Inscrit    |                                                  | Notice no PA00113842                                                                                     | 47° 45′ 00″ nord, 3° 54′ 57″ est    |       |  |
| Maison Zervos dite « La Goulotte »                                                                        | Vézelay                                 | Yonne                    | Bourgogne-Franche-Comté                 | Inscrit    |                                                  | Notice no PA89000074                                                                                     | 47° 27′ 47″ nord, 3° 44′ 02″ est    |       |  |
| Église Saint-Jacques                                                                                      | Montgeron                               | Essonne                  | Île-de-France                           | Inscrit    |                                                  | Notice no PA91000275                                                                                     | 48° 42′ 26″ nord, 2° 27′ 23″ est    |       |  |
| Église Saint-Vincent-Saint-Germain                                                                        | Saint-Germain-lès-Corbeil               | Essonne                  | Île-de-France                           | Classé     | Inscrit (2018)                                   | Notice no PA91000272                                                                                     | 48° 37′ 02″ nord, 2° 29′ 17″ est    |       |  |
| Maison dite de « L'Ange Volant »                                                                          | Garches                                 | Hauts-de-Seine           | Île-de-France                           | Inscrit    |                                                  | Notice no PA92000166                                                                                     | 48° 51′ 03″ nord, 2° 11′ 24″ est    |       |  |
| Église Saint-Charles-Borromée du Blanc-Mesnil                                                             | Le Blanc-Mesnil                         | Seine-Saint-Denis        | Île-de-France                           | Inscrit    |                                                  | Notice no PA93000076                                                                                     | 48° 56′ 45″ nord, 2° 26′ 51″ est    |       |  |
| Église Saint-Yves-des-Quatre-Routes                                                                       | La Courneuve                            | Seine-Saint-Denis        | Île-de-France                           | Inscrit    |                                                  | Notice no PA93000075                                                                                     | 48° 54′ 58″ nord, 2° 24′ 45″ est    |       |  |
| Tour Raspail                                                                                              | Ivry-sur-Seine                          | Val-de-Marne             | Île-de-France                           | Inscrit    |                                                  | Notice no PA94000028                                                                                     | 48° 48′ 43″ nord, 2° 23′ 11″ est    |       |  |
| Immeuble Danielle-Casanova                                                                                | Ivry-sur-Seine                          | Val-de-Marne             | Île-de-France                           | Inscrit    |                                                  | Notice no PA94000029                                                                                     | 48° 48′ 48″ nord, 2° 23′ 08″ est    |       |  |
| Église Saint-Eutrope d'Épinay-Champlâtreux                                                                | Épinay-Champlâtreux                     | Val-d'Oise               | Île-de-France                           | Inscrit    |                                                  | Notice no PA95000023                                                                                     | 49° 05′ 14″ nord, 2° 24′ 52″ est    |       |  |
| Domaine de Boissy : maison d'habitation principale, maison du jardinier, niche du chien, corps de ferme   | Taverny                                 | Val-d'Oise               | Île-de-France                           | Classé     | Inscrit (2021)                                   | Notice no PA95000021                                                                                     | 49° 00′ 39″ nord, 2° 13′ 03″ est    |       |  |
| Église Saint-Antoine-de-Padoue de Terres Sainville                                                        | Fort-de-France                          | Martinique               | Collectivité territoriale de Martinique | Inscrit    |                                                  | Notice no PA97200049                                                                                     | 14° 36′ 42″ nord, 61° 04′ 15″ ouest |       |  |
| Hôtel de ville du François                                                                                | Le François                             | Martinique               | Martinique                              | Inscrit    |                                                  | Notice no PA97200050                                                                                     | 14° 36′ 55″ nord, 60° 54′ 10″ ouest |       |  |
| Église Notre-Dame-de-la-Délivrande du Morne-Rouge                                                         | Le Morne-Rouge                          | Martinique               | Collectivité territoriale de Martinique | Inscrit    |                                                  | Notice no PA97200048                                                                                     | 14° 46′ 32″ nord, 61° 08′ 08″ ouest |       |  |
| Ensemble des entités archéologiques de l'inselberg de la Mamilipann                                       | Maripasoula                             | Guyane                   | Guyane                                  | Inscrit    |                                                  | Notice no PA97300021                                                                                     | 2° 31′ 58″ nord, 54° 13′ 43″ ouest  |       |  |
| Ancienne agence du Crédit foncier de Madagascar                                                           | Le Port                                 | La Réunion               | La Réunion                              | Inscrit    |                                                  | Notice no PA97400153                                                                                     | 20° 56′ 09″ sud, 55° 17′ 26″ est    |       |  |
| Villas des ingénieurs du Chemin de fer et Port de La Réunion                                              | Le Port                                 | La Réunion               | La Réunion                              | Inscrit    |                                                  | Notice no PA97400155                                                                                     | 20° 56′ 14″ sud, 55° 17′ 18″ est    |       |  |
| Monument aux morts de Saint-André                                                                         | Saint-André                             | La Réunion               | La Réunion                              | Inscrit    |                                                  | Notice no PA97400154                                                                                     | 20° 57′ 37″ sud, 55° 39′ 00″ est    |       |  |
| Usine de Bruniquel et la portion de canal                                                                 | Saint-Paul                              | La Réunion               | La Réunion                              | Inscrit    | Inscrit (2002)                                   | Notice no PA97400063                                                                                     | 21° 04′ 59″ sud, 55° 14′ 12″ est    |       |  |
| Site archéologique de l'Anse-à-Henry                                                                      | Saint-Pierre                            | Saint-Pierre-et-Miquelon | Saint-Pierre-et-Miquelon                | Classé     |                                                  | Notice no PA97500016                                                                                     | 46° 48′ 51″ nord, 56° 10′ 13″ ouest |       |  |
| Ancienne usine sucrière de Miréréni                                                                       | Chirongui                               | Mayotte                  | Mayotte                                 | Inscrit    |                                                  | Notice no PA97600012                                                                                     | 12° 54′ 14″ sud, 45° 09′ 28″ est    |       |  |

## Radiations
Les protections des édifices suivants sont abrogées en 2021. Ces radiations concernent essentiellement des édifices détruits.
| Édifice                     | Commune   | Département  | Région              | Ancienne protection | Base Mérimée         | Coordonnées                 | Image |
| --------------------------- | --------- | ------------ | ------------------- | ------------------- | -------------------- | --------------------------- | ----- |
| Tour du manoir Langlade     | Proissans | Dordogne     | Nouvelle-Aquitaine  | Inscrit MH (1948)   | Notice no PA00082777 | 44° 56′ 02″ N, 1° 16′ 54″ E |       |
| Motte castrale de Prasville | Prasville | Eure-et-Loir | Centre-Val de Loire | Inscrit MH (1991)   | Notice no PA00097248 | 48° 15′ 44″ N, 1° 42′ 55″ E |       |
| Borne armoriée du Crest     | Le Crest  | Puy-de-Dôme  | Nouvelle-Aquitaine  | Inscrit MH (1964)   | Notice no PA00092099 | 45° 41′ 15″ N, 3° 08′ 16″ E |       |